# Solanum talarense
Solanum talarense là loài thực vật có hoa trong họ Cà. Loài này được Svenson miêu tả khoa học đầu tiên năm 1946.